# Victor (Iowa)
Pour les articles homonymes, voir Victor.
Victor est une ville des  comtés d'Iowa et Poweshiek, en Iowa, aux États-Unis. Elle est incorporée le 30 novembre 1868.

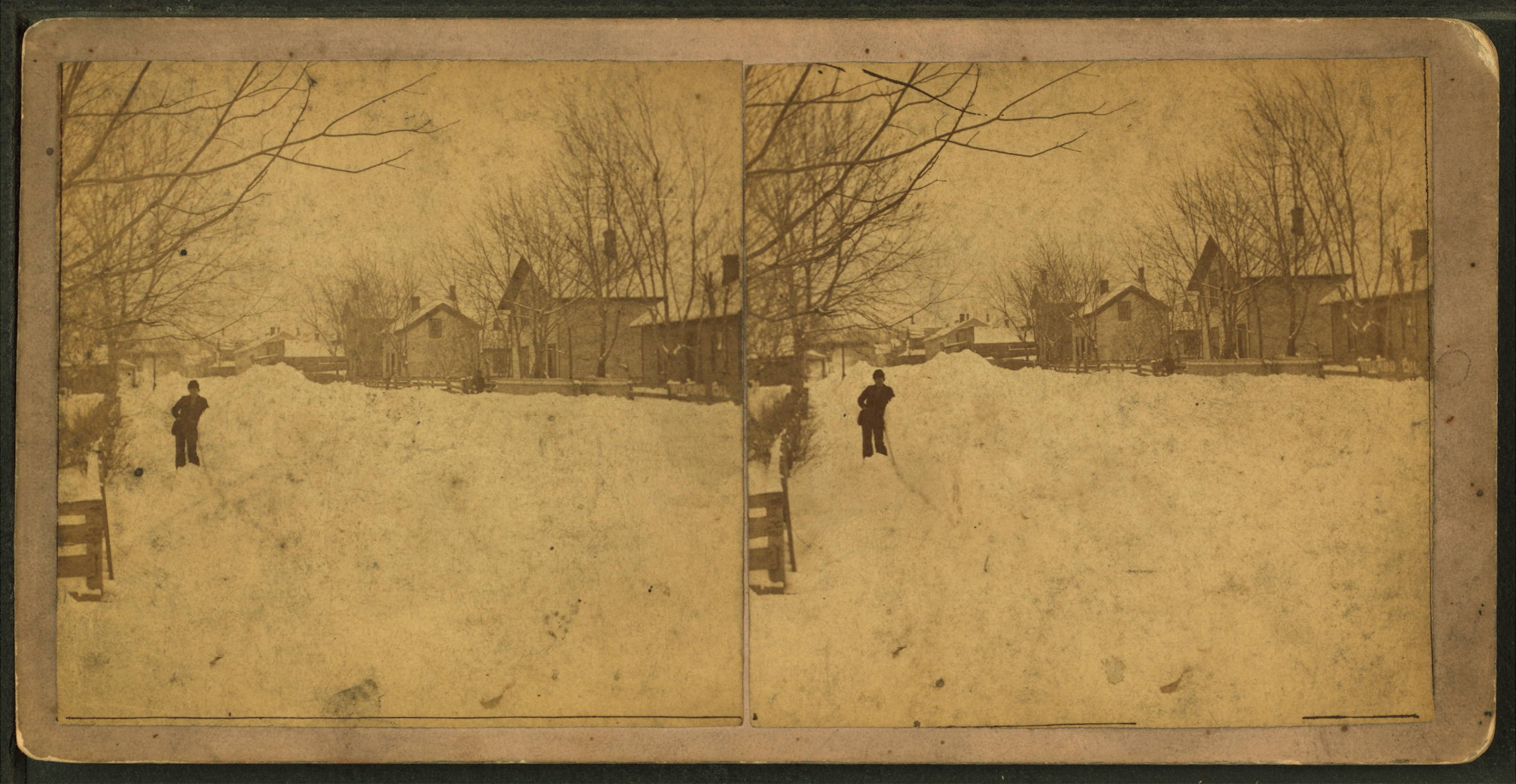
Rue enneigée, Victor, Iowa, créée vers 1870

## Source de la traduction
- (en) Cet article est partiellement ou en totalité issu de l’article de Wikipédia en anglais intitulé « Victor, Iowa » (voir la liste des auteurs).